# 크레이그 가드너
크레이그 가드너(영어: Craig Gardner, 1986년 11월 25일 ~ )는 잉글랜드의 전 축구 선수로, 과거 다양한 포지션을 소화하면서도 주로 중앙 미드필더로 활약했다. 가드너는 강한 중거리 프리킥 슛으로 잘 알려져 있다.

## 선수 경력

### 애스턴 빌라 FC

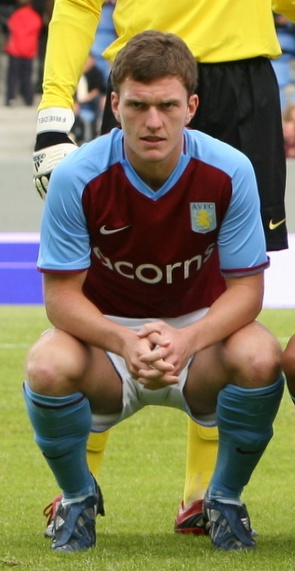
2008년 애스턴 빌라 시절 크레이그 가드너

크레이그 가드너는 애스턴 빌라 FC의 유소년 팀에서 축구를 시작하였고, 2005년 1월 31일 성인팀에 합류하였다. 2005년 12월 26일 에버턴 FC와의 홈 경기에서 스티븐 데이비스와 교체되며 프로 데뷔 무대를 가졌다. 2006년 4월 14일 미들즈브러 FC와의 경기에서 프로 데뷔 골을 기록하였다. 2005-06 시즌 마지막 경기인 볼턴 원더러스 FC와의 경기에서 성공시킨 골은 프리미어리그 이 달의 골로 선정되기도 하였다.
2006년 8월 새로 선임된 마틴 오닐의 선택으로, 가드너는 애스턴 빌라의 정규 멤버로 등극하였다. 2007년 8월 가드너는 구단과 4년 재계약에 합의하였다. 2007년 10월 1일 토트넘 홋스퍼 FC와 4-4 무승부를 거둔 경기에서 직접프리킥으로 두 골을 기록하였다. 이 즈음 가드너는 오른쪽 풀백으로도 활용되었다.
2009-2010 시즌에는 사타구니 부상을 당하며, 한 경기 출전에 그쳤다. 2010년 1월 가드너는 버밍엄 시티 FC로부터 3,500만 파운드에 달하는 제의를 받았다. 그러나 애스턴 빌라는 첫 제안을 거절하고, 옵션을 포함하여 역제의를 하였다.

### 버밍엄 시티 FC
2010년 1월 26일 가드너는 버밍엄과 4년 반 계약에 합의하였다. 이적료는 3,000만 파운드에 50만 파운드의 부가 옵션을 가지고 있었다. 2월 7일 울브스를 상대로 교체 투입되며, 버밍엄에서의 첫 경기를 가졌으며, 3월 13일 에버턴 FC를 상대로 첫 득점을 기록하였다. 세바스티안 라르손이 오른쪽 미드필더로 활용되며, 가드너는 본인이 선호하는 중앙 미드필더로 복귀했다. 2010-11 시즌 블랙번 로버스 FC와의 홈 개막전에서 두 골을 기록하고, 바로 다음 볼턴 원더러스 FC와의 원정 경기에서 득점하며 두 경기 3골을 기록하였다. EFL컵 2010-11 준결승전에서 웨스트햄 유나이티드 FC를 상대로 추가시간 결승골을 터뜨리며, 팀을 결승전으로 올려놓았다. 그는 리그 8골을 기록하며 2010-11 시즌 팀 내 최다 득점자로 올라섰으나, 버밍엄은 EFL 챔피언십으로 강등되었다.

### 선덜랜드 AFC

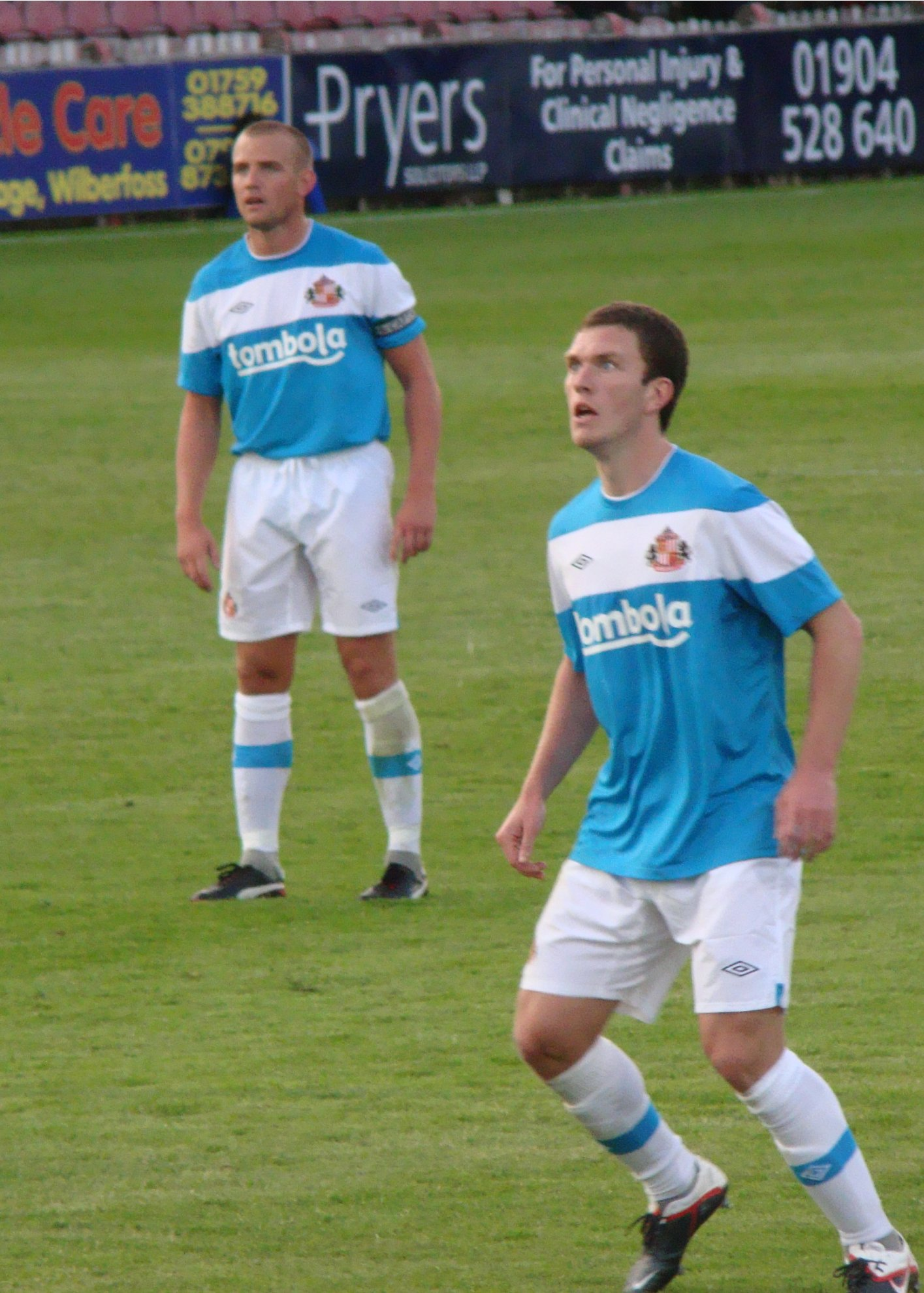
선덜랜드 AFC 시절 요크 시티 FC와의 친선 경기에 출전한 크레이그 가드너 (오른쪽)

2011년 6월 30일 크레이그 가드너는 선덜랜드 AFC와 3년 계약에 합의하였으며, BBC 스포츠에 따라 이적료는 약 6,000만 파운드 정도로 예상되었다. 8월 20일 뉴캐슬 유나이티드 FC와의 타인 위어 더비에 교체 출전하며 선덜랜드에서의 첫 경기를 가졌다. 9월 18일 스토크 시티 FC를 상대로 아스미르 베고비치의 키를 넘기는 슛을 성공시키며, 팀에서의 첫 번째 골을 기록하였다. 2012년 1월 1일 맨체스터 시티 FC와의 경기에서 본래 풀백이 부상당함에 따라 오른쪽 풀백으로 뛰었고, 맨시티를 상대로 1-0 승리를 거두었다. 그 다음 라운드 위건 애슬래틱 FC와의 경기에서 가드너는 재차 오른쪽 풀백으로 출장하였고, 30야드의 거리에서 프리킥을 성공시켰다.
가드너를 둘러싼 숱한 이적 루머가 있었으나, 프리미어리그 2012-13 시즌 선덜랜드에 잔류하는 것이 확정되었다. 가드너는 마틴 오닐 감독 아래 오른쪽 풀백으로 주로 나오기 시작했다. 가드너는 시즌 동안 8골을 기록하며 대활약을 펼쳤으나, 팀은 여덟 경기 연속 무승을 기록하였고 감독 마틴 오닐이 해임되었다. 새로운 감독으로 파올로 디 카니오가 선임되었고, 가드너는 그의 부임 첫 경기에서 출장하였다. 그러나 그는 이 날 첼시 FC와의 경기에서 시즌 10번째 옐로카드를 받으며, 이 다음 펼쳐질 뉴캐슬과의 타인 위어 더비 경기에 출전하지 못하게 되었다. 하지만 디 카니오 감독은 가드너로 하여금 뉴캐슬 원정을 팬과 함께 떠나도록 하였고, 가드너는 관중석에서 선덜랜드 팬들과 함께 경기를 지켜보았다. 이 날 경기는 선덜랜드가 3-0으로 승리를 거두었고, 가드너는 타인 위어 메트로에서 선덜랜드 팬들에게 사인을 나누어 주는 장면이 포착되었다. 그러나 출장 정지 이후 펼쳐진 스토크 시티 FC와의 경기에서 다이렉트 퇴장을 당하며, 시즌을 조기에 마무리지었다.
2013-14 시즌 가드너는 리그에서 2골, FA컵에서 1골을 기록하였다. 시즌이 종료된 이후, 자유 계약 대상자로 풀려났다.

### 웨스트브로미치 앨비언 FC
2014년 5월 20일 가드너는 웨스트브로미치 앨비언 FC와 3년 계약을 맺었다.

### 버밍엄으로의 복귀
2017년 1월 11일 가드너는 버밍엄과 시즌이 종료될 때까지 6개월 임대 계약을 맺었다. 2016-17 시즌 종료 이후, 버밍엄과 3년 계약을 맺었다.

## 선수 기록
2017년 10월 13일 기준
| 시즌        | 구단                      | 리그         | 리그 | 리그 | FA컵 | FA컵 | 리그컵 | 리그컵 | 기타 | 기타 | 총합 | 총합 |
| 시즌        | 구단                      | 디비전       | 출장 | 득점 | 출장 | 득점 | 출장   | 득점   | 출장 | 득점 | 출장 | 득점 |
| ----------- | ------------------------- | ------------ | ---- | ---- | ---- | ---- | ------ | ------ | ---- | ---- | ---- | ---- |
| 2005–06     | 애스턴 빌라               | 프리미어리그 | 8    | 0    | 1    | 0    | 0      | 0      | —    | —    | 9    | 0    |
| 2006–07     | 애스턴 빌라               | 프리미어리그 | 13   | 2    | 0    | 0    | 0      | 0      | —    | —    | 13   | 2    |
| 2007–08     | 애스턴 빌라               | 프리미어리그 | 23   | 3    | 1    | 0    | 1      | 0      | —    | —    | 25   | 3    |
| 2008–09     | 애스턴 빌라               | 프리미어리그 | 14   | 0    | 4    | 0    | 1      | 0      | 11   | 1    | 30   | 1    |
| 2009–10     | 애스턴 빌라               | 프리미어리그 | 1    | 0    | 0    | 0    | 1      | 0      | 1    | 0    | 3    | 0    |
| 통산        | 통산                      | 통산         | 59   | 5    | 6    | 0    | 3      | 0      | 12   | 1    | 80   | 6    |
| 2009–10     | 버밍엄 시티               | 프리미어리그 | 13   | 1    | 2    | 0    | —      | —      | —    | —    | 15   | 1    |
| 2010–11     | 버밍엄 시티               | 프리미어리그 | 29   | 8    | 2    | 0    | 6      | 2      | —    | —    | 37   | 10   |
| 통산        | 통산                      | 통산         | 42   | 9    | 4    | 0    | 6      | 2      | —    | —    | 52   | 11   |
| 2011–12     | 선덜랜드                  | 프리미어리그 | 30   | 3    | 6    | 0    | 1      | 0      | —    | —    | 37   | 3    |
| 2012–13     | 선덜랜드                  | 프리미어리그 | 33   | 6    | 2    | 1    | 2      | 1      | —    | —    | 37   | 8    |
| 2013–14     | 선덜랜드                  | 프리미어리그 | 18   | 2    | 3    | 1    | 5      | 0      | —    | —    | 26   | 3    |
| 통산        | 통산                      | 통산         | 81   | 11   | 11   | 2    | 8      | 1      | —    | —    | 100  | 14   |
| 2014–15     | 웨스트브로미치 앨비언     | 프리미어리그 | 35   | 3    | 3    | 0    | 0      | 0      | —    | —    | 38   | 3    |
| 2015–16     | 웨스트브로미치 앨비언     | 프리미어리그 | 34   | 3    | 3    | 0    | 1      | 0      | —    | —    | 38   | 3    |
| 2016–17     | 웨스트브로미치 앨비언     | 프리미어리그 | 9    | 0    | 0    | 0    | 0      | 0      | —    | —    | 9    | 0    |
| 통산        | 통산                      | 통산         | 78   | 6    | 6    | 0    | 1      | 0      | —    | —    | 85   | 6    |
| 2016–17     | 웨스트브로미치 앨비언 U23 | 2군          | —    | —    | —    | —    | —      | —      | 1    | 0    | 1    | 0    |
| 2016–17     | 버밍엄 시티 (임대)        | 챔피언십     | 20   | 2    | —    | —    | —      | —      | —    | —    | 20   | 2    |
| 2017–18     | 버밍엄 시티               | 챔피언십     | 8    | 1    | 0    | 0    | 1      | 0      | —    | —    | 9    | 1    |
| 통산        | 통산                      | 통산         | 28   | 3    | 0    | 0    | 1      | 0      | —    | —    | 29   | 3    |
| 커리어 통산 | 커리어 통산               | 커리어 통산  | 288  | 33   | 27   | 2    | 19     | 3      | 13   | 1    | 347  | 39   |

1. ↑  UEFA 인터토토컵 2경기 출장, UEFA컵 9경기 출장 1골
2. ↑  UEFA컵 출장
3. ↑  EFL 트로피 출장

## 수상

### 버밍엄 시티 FC
- 풋볼 리그컵 : 2010-11 (우승)